# كارل تساندر
كارل تساندر (بالألمانية: Karl Zander)‏ (10 سبتمبر عام 1881 – 4 أبريل عام 1950 م) هو ممثل، من ألمانيا، ولد في برلين، توفي عن عمر يناهز 69 عاماً.

## وصلات خارجية
- كارل زاندر على موقع IMDb (الإنجليزية)
- كارل زاندر على موقع ميوزك برينز (الإنجليزية)